# Ferme du Bec-Hellouin

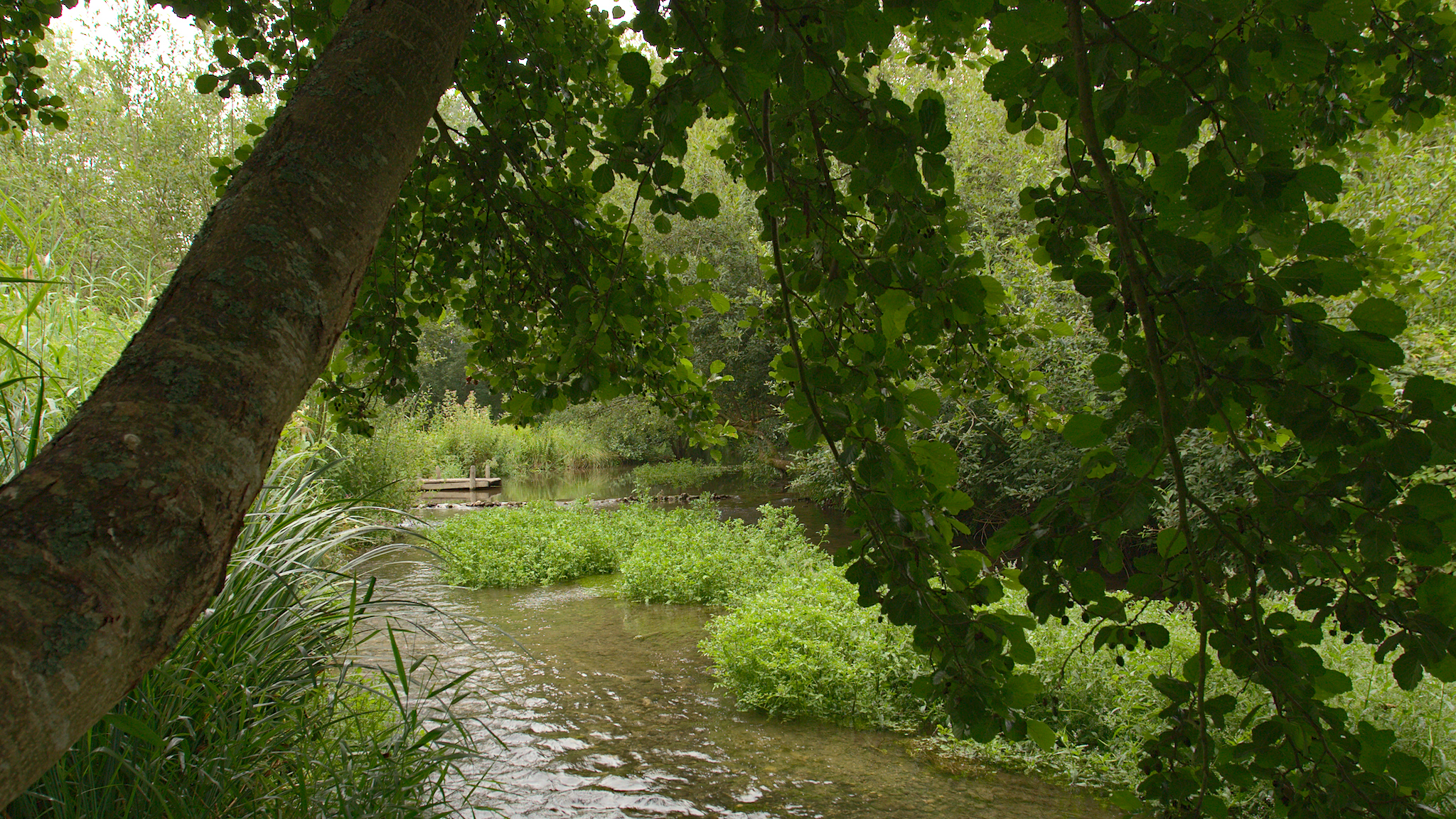
Le ruisseau du Bec, sur la commune du Bec-Hellouin.

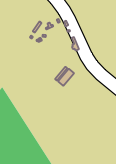
Bâtiments de la Ferme (2018)

La ferme du Bec-Hellouin est une exploitation agricole située sur la commune du Bec-Hellouin dans le département français de l'Eure en région Normandie appliquant une méthode permacole depuis 2007. Elle explore des méthodes de culture écologiques dont l'écoculture, qu'elle partage via ses rapports scientifiques. 

## Histoire
Après l'achat de la ferme en 2004, Perrine et Charles Hervé-Gruyer, décident de produire quelques légumes pour commencer. La transition vers une ferme permacole débute en 2007 après la découverte de la permaculture par le couple. Devant les performances observées sur leur terrain, ils embauchent peu à peu quelques salariés pour assurer la production agricole et se consacrent en parallèle à l'élaboration d'un programme de recherche scientifique et d'un « éco-centre » de formation.
Le postulat de cette ferme est de produire une grande quantité de produits sur une surface réduite en privilégiant le travail manuel et la traction animale. La permaculture est appliquée à travers le design méthodique des espaces de production et l'étude des interactions entre les écosystèmes. Pour la partie plus technique, on peut citer comme sources d'inspiration l'agroécologie et l'agriculture bio-intensive. La synthèse de toutes ces méthodes et principes a donné la méthode du Bec Hellouin, qu'ils ont nommé écoculture.
Charles Hervé-Gruyer continue d'animer des formations (micro-ferme et jardinier maraicher), de suivre les programmes de recherche (mini forêt-jardin, céréales jardinés et jardins de bois), tout en partageant les connaissances via des livres comme la collection Résiliences qu'il dirige. En 2025, la ferme réouvre ses portes au grand public. 

## Installations actuelles
La ferme biologique du Bec-Hellouin comporte des espaces consacrés à la production agricole, une activité d'hébergement, un centre de formation, une boutique et un centre de recherche.

### Centre de formation
La ferme dispose de son propre centre de formation.

### Institut Sylva
L'association « Institut Sylva », également présente sur le lieu depuis 2012, mène les programmes de recherche menés conjointement par des organismes extérieurs et la ferme.

## Recherche scientifique
Une étude conduite par l'INRA et AgroParisTech entre décembre 2011 et mars 2015 cherche à démontrer la viabilité économique d'une microferme permaculturelle. L'étude a ainsi montré qu'une surface productive de 1 000 m2 en micro-maraîchage biologique intensif avec travail manuel avait dégagé 55 000 € de chiffre d'affaires en un an pour un équivalent temps-plein. Cette surface productive n'inclut pas les chemins et locaux, il ne s'agit que de la surface cultivée. Le rapport précise toutefois que l'étude a été menée sur la zone la plus intensive de la ferme et que 420 m2 étaient sous serre. Le revenu mensuel net pour un maraîcher sur la deuxième année de l'étude atteint 1 337 € en hypothèse haute (investissements lourds) et 1 571 € en hypothèse basse pour 43 h de travail hebdomadaire.
Cependant, cette étude n'avait pas vocation à être une étude de faisabilité à portée générale mais constitue bien une étude de la performance économique d'un lieu précis dans des conditions connues.
Le programme de recherche de l'Institut Sylva pour la période 2015-2018 s'intitule « La microferme permaculturelle et la forêt-jardin ».

## Renommée du lieu
La ferme du Bec-Hellouin connaît un engouement croissant du public depuis la sortie du film Demain qui y consacre un chapitre. De nombreux articles de presse écrite ont également contribué à l'accroissement de la notoriété du site.

## Publications

### Charles Hervé-Gruyer
- Charles Hervé-Gruyer, La femme feuille, Albin Michel, coll. « Romans français », 2007, 299 p. (ISBN 9782226177117).
- Natasha Tourabi, Charles Hervé-Gruyer et Kei Lam, 21 éco-défis pour prendre soin de soi et de la planète, Ulmer, 2020, 319 p. (ISBN 9782379220395).

#### Collection «Résiliences»
- Charles Hervé-Gruyer, Se nourrir de son jardin, Ulmer, coll. « Résiliences », 2022, 128 p. (ISBN 9782379222269).
- Charles Hervé-Gruyer, Créer une mini forêt-jardin : pour se nourrir ou en faire son métier, Ulmer, coll. « Résiliences », 2022, 176 p. (ISBN 9782379222511).
- Charles Hervé-Gruyer, Faire son bois de chauffage sans pétrole, Ulmer, coll. « Résiliences », 2022, 128 p. (ISBN 9782379221811).

### Perrine et Charles Hervé-Gruyer
- Perrine Hervé-Gruyer et Charles Hervé-Gruyer, Permaculture : guérir la Terre, nourrir les hommes : la ferme du Bec Hellouin, Actes Sud, coll. « Domaine du possible », 2017, 367 p. (ISBN 9782330074166).
  - [Réédition en poche :] Perrine Hervé-Gruyer et Charles Hervé-Gruyer, Permaculture : guérir la Terre, nourrir les hommes : la ferme du Bec Hellouin, Actes Sud, coll. « Babel », 2021, 427 p. (ISBN 9782330152710).
- Perrine Hervé-Gruyer et Charles Hervé-Gruyer, Vivre avec la terre : manuel des jardiniers-maraîchers : permaculture, écoculture, microfermes, Actes Sud, coll. « Nature », 2019, 1043 p. (ISBN 9782330119478)